# Les Joyeux Pèlerins
Pour plus de détails, voir Fiche technique et Distribution.
Les Joyeux Pèlerins est un film français réalisé par Fred Pasquali, sorti en 1951.

## Synopsis
Les musiciens d'un orchestre suivent leur chef en Italie où ce dernier a l'intention de rejoindre Nicole, la jeune femme dont il est amoureux. L'explosion d'une bombe provoque leur mort : Saint-Pierre décide de les envoyer sur la Terre afin d'y faire régner la bonne humeur.

## Fiche technique
- Titre : Les Joyeux Pèlerins
- Réalisation : Fred Pasquali, assisté de Jean Prat
- Scénario : Franz Tanzler
- Dialogues : André Hornez
- Costumes : Madeleine Charlot
- Photographie : Eugen Schüfftan
- Son : Robert Teisseire
- Musique : Aimé Barelli
- Montage : Christian Gaudin
- Société de production : Union Cinématographique Lyonnaise
- Pays d'origine :  France
- Format : Noir et blanc - Son mono
- Genre : Comédie - Film musical
- Durée : 93 minutes
- Date de sortie : 
  - France : 25 mai 1951

## Distribution
- Aimé Barelli et son orchestre
- Grégoire Aslan : Ernest Duranval
- Cécile Didier : La mère d'Aimé
- Nicole Francis : Nicole, nièce de Max
- Pierre Destailles : Les jumeaux
- Jean Dunot : Max
- Fred Pasquali : Rameau
- Kenneth Spencer : Kenneth
- Mireille Carral : Rosita
- Jeanne Herviale : Béatrice, la directrice du couvent
- José Bartel : José
- Gregori Chmara : Fred Smith
- Danjou
- Guy Mairesse
- Jacques Sablon
- Roland Bernard

acteurs et actrices non crédité(e)s :
- Nicolas Amato : L'employé de la douane
- Paul Faivre : Le chirurgien
- Charles Lemontier : Le chef de gare
- Franck Maurice
- Annie Noël
- Fernand Rauzéna : Le commissaire
- Yvonne Yma : Une commère